# Кањи (Сома)
Кањи (фр. Cagny) насеље је и општина у североисточној Француској у региону Пикардија, у департману Сома која припада префектури Амјен.
По подацима из 2011. године у општини је живело 1243 становника, а густина насељености је износила 234,97 становника/km². Општина се простире на површини од 5,29 km². Налази се на средњој надморској висини од 54 метара (максималној 107 m, а минималној 23 m).

## Демографија
| 1962. | 1968. | 1975. | 1982. | 1990. | 1999. | 2011. |
| ----- | ----- | ----- | ----- | ----- | ----- | ----- |
| 712   | 730   | 801   | 1.026 | 1.407 | 1.400 | 1.243 |

График промене броја становника у току последњих година